# Differenzierungsfähigkeit
Bei der Differenzierungsfähigkeit geht es um die Genauigkeit und Feinabstimmung einer Bewegung. Die Muskeln, Bänder und Sehnen liefern kinästhetische Informationen, welche für motorische Bewegungen situativ umgesetzt werden können. Ein gutes Beispiel ist das Ballgefühl. Ebenso kann das Zusammenspiel zwischen Auge und Hand genannt werden, wenn man einen Faden in eine Nadel führt. Es läuft ein dauernder Austausch von Informationen über die augenblickliche Position (zum Beispiel der Hand), die notwendige Stellungskorrektur, den Erfolg der Korrektur und die weitere, dann nötige Bewegung. Je häufiger solche Aktionen trainiert werden, umso dichter wird die neuronale Verschaltung der an diesem Prozess beteiligten Neuronen. Um einen Ball oder einen Stein wirklich gezielt zu werfen, muss der Moment, wo die Wurfhand loslässt, im Bereich von Mikrosekunden definiert sein. Diese Zeitbestimmung ist für die Arbeitsgeschwindigkeit unseres Nervensystems wesentlich zu kurz, es wird angenommen, dass dieses Problem durch Parallelschaltung etlicher tausend beteiligter Neuronen bewältigt wird. Dann wird auch verständlich, dass so ein Kunststück nur gelingen kann, wenn es vorher über lange Zeit sehr häufig geübt wurde. Nur so kommt es zu dieser für die Treffsicherheit notwendigen Parallelschaltung und zur zusätzlichen Beteiligung weiterer Neuronen an der Problemlösung.
Bei solchen Aktionen ist ein feinabgestimmtes Zusammenspiel zwischen mehreren Zentren des Groß- und Kleinhirns notwendig. Wie komplex dieser Vorgang ist, wird deutlich, wenn man die Entwicklung von autarken Robotern verfolgt, die, ohne wesentliche Ansprüche an die Flüssigkeit oder Eleganz einer Bewegung zu stellen, die Aufgabe bekommen, mit einem bildverarbeitenden System einen Gegenstand zu identifizieren, in ein dreidimensionales Koordinatensystem einzuordnen und dann mit einem Greifwerkzeug zu erfassen. Das dazu notwendige Programm beschäftigt im Hintergrund einen ausgesprochen leistungsfähigen Rechner.
Notwendig hierzu ist unbedingt das stereoskopische Sehen, die Gesichtsfelder beider Augen müssen sich sehr weit überlagern. Eine solche dreidimensionale Information über das betroffene Objekt dann in exakt gezielte Bewegungen umsetzen zu können, ist allerdings kein Privileg des Menschen. Als Beispiel seien die Flugkünste einer Libelle genannt oder die Geschicklichkeit eines Oktopus, der mit seinen acht Armen sehr anspruchsvolle feinmotorische Aufgaben lösen kann.